# 138 (szám)
A 138 (százharmincnyolc) a 137 és 139 között található természetes szám.
A 138 kanonikus alakja alapján szfenikus szám.
A 138 felírható 4 egymást követő prímszám összegeként, nevezetesen így:
{\displaystyle 138=29+31+37+41}.
A 138 a harmadik 47-szög szám.
A 138 egy Ulam-szám.